# Nô vàng
Neolitsea aurata là loài thực vật có hoa trong họ Nguyệt quế. Loài này được (Hayata) Koidz. miêu tả khoa học đầu tiên năm 1918.